# A Normal Amount of Rage
«A Normal Amount of Rage» (с англ. — «Обычный уровень ярости») — первый эпизод американского сериала «Женщина-Халк: Адвокат» (2022), основанного на одноимённом персонаже комиксов Marvel. В этом эпизоде Дженнифер Уолтерс и её двоюродный брат Брюс Бэннер попадают в автомобильную аварию, в ходе которой гамма-облучённая кровь Бэннера случайно передаётся Дженнифер, и она становится Женщиной-Халком. Действие эпизода происходит в медиафраншизе «Кинематографическая вселенная Marvel» (КВМ), разделяя преемственность с фильмами франшизы. Сценаристом выступила Джессика Гао, а режиссёром — Кэт Койро.
Татьяна Маслани исполняет роль Дженнифер Уолтерс / Женщины-Халка; в эпизоде также сыграли Джамила Джамил, Джинджер Гонзага и Марк Руффало (Бэннер). Гао была нанята для написания эпизода и в качестве главного сценариста сериала к ноябрю 2019 года. Койро присоединилась к сентябрю 2020 года, чтобы стать режиссёром большинства эпизодов сериала.
Эпизод «Обычный уровень ярости» был выпущен на Disney+ 18 августа 2022 года. Критикам понравилась химия между Маслани и Руффало; визуальные эффекты эпизода также были оценены положительно.

## Сюжет
Во время поездки на машине адвокат Дженнифер Уолтерс и её двоюродный брат Брюс Бэннер попадают в автокатастрофу из-за сакаарского космолёта. Дженнифер вытаскивает брата из машины, и кровь из руки Бэннера случайно попадает в открытую рану Дженнифер. Она сбегает, но позже её забирает Брюс.
Уолтерс просыпается в лаборатории Бэннера, находящейся в Мексике. Брюс, вернувшийся в облик Умного Халка, рассказывает Дженнифер, что с помощью её крови смог полностью исцелить свою руку. В ходе эксперимента Бэннер выясняет, что у Уолтерс нет второй личности Халка и при превращении она остаётся в сознании. Дженнифер просит Брюса научить её быть Халком.
Бэннер даёт Уолтерс советы по поводу жизни в качестве Халка, а также тренирует её. Дженнифер отказывается быть супергероиней и собирается уехать домой. Брюс пытается остановить её, из-за чего они вступают в короткую схватку. Бэннер всё же принимает решение сестры продолжить жить в качестве адвоката, и Дженнифер уезжает домой.
Спустя несколько месяцев во время судебного процесса Титания, влиятельная личность в социальных сетях, яростно врывается в зал суда. Уолтерс превращается в Женщину-Халка и побеждает Титанию.
В сцене после титров Уолтерс притворяется пьяной и с помощью уловки заставляет Бэннера рассказать, что Стив Роджерс потерял девственность во время тура ООО в 1943 году. Дженнифер кричит «Капитан Америка тра…», но тут же начинаются финальные титры.

## Производство

### Разработка
В августе 2019 года студия Marvel Studios объявила, что «Женщина-Халк: Адвокат» разрабатывается для стримингового сервиса Disney+. В ноябре того же года Джессика Гао была принята на должность главного сценариста. В сентябре 2020 года Кэт Койро была нанята режиссёром первого и пяти других эпизодов, а также исполнительным продюсером сериала. В число исполнительных продюсеров, помимо Койро и Гао, входят Кевин Файги, Луис Д’Эспозито, Виктория Алонсо и Брэд Уиндербаум. Первый эпизод, «A Normal Amount of Rage» (с англ. — «Обычный уровень ярости»), был написан Джессикой Гао и вышел на Disney+ 18 августа 2022 года.

### Сценарий
Происхождение Дженнифер Уолтерс в качестве Женщины-Халка схоже с её происхождением в комиксах: в обоих случаях причиной стала кровь Брюса Бэннера. Студия Marvel Studios не хотела, чтобы в её происхождении использовалась мафия, как это было в комиксах. Джессика Гао считает, что Бэннер в Кинематографической вселенной Marvel (КВМ) мучился, будучи Халком, и что он не захотел бы наложить это «проклятие» на кого-то другого, сознательно сделав ей переливание крови. Гао хотела быстро перейти к истории происхождения, а не тратить целый эпизод на «подготовку», поэтому, когда Уолтерс попадает в аварию вместе с Бэннером и случайно заражается его кровью, это, по мнению Джессики, снимает «большую степень чувства вины, которое Брюс испытывал бы, дав это Дженнифер». Автокатастрофа происходит из-за появления сакаарского космолёта, разыскивающего Бэннера; в следующем эпизоде показано, как Брюс улетает на данном космолёте в космос. Гао считает, что сцена с женщиной, помогающей Уолтерс в туалете бара после автокатастрофы, была «самой важной сценой» для эпизода, потому что было продемонстрировано, что женский туалет является «самой безопасной, защищённой и благоприятной средой», где женщины готовы помогать друг другу, даже если вне его они изображены «коварными и стервозными». Джессика отметила, что сцену чуть было не убрали из эпизода, потому что «многие люди её не поняли».
Мы недооценили, по крайней мере я, знакомство людей с этим персонажем. Поскольку я знала этого персонажа изнутри и снаружи, и она всегда была моей любимицей в комиксах, я действительно считала правильным, что все будут знать, кто она такая, как она получила эти способности, и каковы её отношения с Брюсом. Я просто считала правильным, что все будут знать об этом, но не так уж много людей знакомы с ней. Люди, которые смотрели, тестовая аудитория, действительно хотели узнать о ней больше. У них были проблемы. Это был слон в комнате, и они не могли пройти мимо него.
Во время первоначальной работы над сценарием сериала сюжет, связанный с происхождением Уолтерс, был в четвёртом эпизоде сериала. Джессика Гао хотела, чтобы сериал начинался «в естественной среде», чтобы у зрителей была возможность в течение нескольких эпизодов познакомиться с Дженнифер и её нежеланием быть супергероиней, а предыстория в четвёртом эпизоде придала бы контекст тому, что было показано ранее. Однако с началом производства сериала этот материал был перенесён в восьмой эпизод, что стало результатом «большого количества обсуждений». Наконец, во время постпроизводства, руководители Marvel Studios захотели перенести происхождение Уолтерс в первый эпизод, так как по результатам тестовых показов выяснилось, что зрители хотят узнать больше о персонаже как можно раньше.  Гао была против данного изменения, поскольку полагала, что среднестатистический зритель сможет узнать и понять персонажа на том же уровне, что и она. В итоге Джессика осталась довольна результатом, однако жалеет, что не смогла с самого начала разработать эпизод с учётом происхождения персонажа.
Марку Руффало понравилось смотреть на «повседневную жизнь» Бэннера, поскольку о персонаже было известно немного, «не считая его борьбы за вселенную», а в эпизоде удалось «покопаться» в персонаже после небольшого изучения его личности в фильме «Тор: Рагнарёк» (2017). Руффало также считает, что эпизод стал «хорошим началом» для потенциального исследования времени, проведённого Бэннером во время Скачка, когда он превратился из человека, не способного стать Халком, в полностью интегрированную версию, полагая, что об этом периоде времени «можно рассказать отдельную историю». С Файги и Marvel Studios также велись разговоры об использовании ДНК Уолтерс для лечения руки Бэннера, которая была травмирована во время событий фильма «Мстители: Финал» (2019), и о том, как это вписывается в более масштабные планы и повествование КВМ.
Сцена с Уолтерс, неоднократно спрашивающей Бэннера, является ли Стив Роджерс девственником, первоначально должна была стать началом «сезонной беготни», которая «постоянно грызла» её. В последующих эпизодах сериала было показано, как она регулярно ищет информацию в Интернете, а также «постоянно пристаёт к людям из своей жизни» по этому поводу. Татьяне Маслани понравилась навязчивая мысль Уолтерс, потому что это позволило Дженнифер понять человеческую сторону Роджерса. Гао была удивлена тем, что Кевин Файги открыт для обсуждения этого вопроса и ответа на него, и был «так счастлив и горд, что мы смогли ответить на этот вопрос», поскольку он «обсуждался в течение многих лет». Сцена после титров эпизода раскрывает ответ: Бэннер заявляет, что Роджерс потерял девственность с девушкой в 1943 году во время тура ООО; эта сцена должна была стать заключительной в сезоне. Руффало считает, что изучение этого вопроса — одна из составляющих более широкого взгляда сериала на «всё человеческое» в КВМ.

### Кастинг
В эпизоде снялись Татьяна Маслани в роли Дженнифер Уолтерс / Женщины-Халка, Джамила Джамил в роли Титании, Джинджер Гонзага в роли Никки Рамос и Марк Руффало в роли Брюса Бэннера / Умного Халка:31:41–32:05. Также снялись Стив Култер в роли Холдена Холлиуэя и Дрю Мэтьюз в роли Денниса Буковски:33:23.

### Съёмки и визуальные эффекты
Съёмки проходили на студии Trilith Studios в Атланте (Джорджия), режиссёром эпизода выступила Кэт Койро, а оператором — Флориан Баллхаус:1. Койро сказала, что Руффало пришлось подстроиться под своё выступление в эпизоде с длинными диалогами, поскольку он привык, что в прошлых проектах с его участием Халк был «в стороне, или в экшн-сценах, или всего с парой страниц диалога». Для того чтобы Руффало и Маслани могли стоять в своих костюмах для захвата движения во время сцен с Халком и Женщиной-Халком, на съёмочной площадке пришлось соорудить платформы. Руффало, активист климатического движения, во время съёмок эпизода работал с Койро и её сторонниками из экологической организации Habits of Waste и их кампанией «Lights, Camera, Plastic» (с англ. — «Свет, камера, пластик»), чтобы изменить продукты, которые можно увидеть на кухне Халка, с вредной пищи на более полезную.
Визуальные эффекты для эпизода были созданы компаниями Wētā FX, Digital Domain, Wylie Co, Cantina Creative, Stereo D, Capital T, Keep Me Posted и Lightstage:34:31–34:47.

### Музыка
В эпизоде звучат следующие песни: «Money On It» группы Together Pangea, «Next Thing You Know» группы Robin & The Rocks, «Asleep in the Clouds» композитора Уэнды Уильямсон, «I Want to Be With You» Джорджа Симса, «Fast (Motion)» рэп-исполнительницы Saweetie, «Porro Bonito» группы Orquesta Ritmo De Sabanas, «Cumbia Caletera» исполнителя Tito Nunez y su Orquesta, «Licked and Live on Ludlow» лейбла Deep East Music, «Who’s That Girl?» рэп-исполнительницы Ив и «Banaito Y Perfumao» композитора Фернандо Кавазоса.

## Маркетинг
В эпизод включён QR-код, позволяющий зрителям получить доступ к бесплатной цифровой копии первого комикса о Женщине-Халке — Savage She-Hulk #1 (1980). После премьеры эпизода Marvel объявила о выпуске товаров, вдохновлённых эпизодом, в рамках еженедельной акции «Marvel Must Haves» для каждого эпизода сериала, включая фигурку Женщины-Халка от Marvel Legends, а также футболки, аксессуары и Funko POP!-фигурки Дженнифер Уолтерс, Никки Рамос и Халка.

## Реакция

### Зрители
Приложение для отслеживания зрительских просмотров Samba TV сообщило, что за первые четыре дня после премьеры эпизод посмотрели примерно 1,5 млн семей в США, что больше, чем 775 тыс. семей, которые посмотрели премьерный эпизод «Мисс Марвел». По данным агрегатора потокового вещания Reelgood, который изучает данные о просмотрах 5 млн зрителей в США, сериал «Женщина-Халк: Адвокат» был вторым самым просматриваемым сериалом до 24 августа 2022 года.

### Критики
На сайте-агрегаторе рецензий Rotten Tomatoes серия имеет рейтинг 87 % со средней оценкой 7,3 из 10 на основе 136 отзывов. В IGN первому эпизоду дали 8 баллов из 10 и отметили, что сериал «начался со шквала комедийных моментов», но подчеркнули, что над графикой ещё надо поработать. Дженна Шерер из The A.V. Club в своей рецензии поставила серии оценку «B+». Кирстен Говард из Den of Geek присвоила эпизоду 2 звезды с половиной из 5 и была разочарована контрастом в графике между Халком и Джен. Арезу Амин из Collider дала премьере оценку «A-» и посчитала, что она «оправдывает ожидания от трейлера и привносит столь необходимую дозу легкомыслия» в КВМ. Фэй Уотсон из GamesRadar вручила эпизоду 3 звезды из 5 и написала, что это было «очаровательное — хотя и слегка несбалансированное — новое дополнение к КВМ, с харизмой Татьяны Маслани в главной роли». Колин Леггетт из Game Rant присвоил серии 3 звезды с половиной из 5 и отметил в ней «самореференциальный юмор».

## Комментарии
1. ↑  Брюс Бэннер повредил правую руку из-за щелчка Перчаткой Бесконечности, как показано в фильме «Мстители: Финал» (2019).